# Alexandre Babakov
Alexandre Mikhaïlovitch Babakov (en cyrillique Александр Михайлович Бабаков) est un homme politique et entrepreneur russe né le 8 février 1963 à Kichinev (désormais Chișinău) en République socialiste soviétique de Moldavie. Babakov est président du parti Rodina entre mars et août 2006.

## Biographie
Babakov est diplômé de la faculté d'économie de l'Université d'État de Moscou en 1985.
Il est élu à la Douma d'État en 2003, puis premier vice-président du groupe Rodina à la Douma d'État. La réussite de Babakov dans ses affaires énergétique lui ont permis de devenir le banquier du parti. À la suite de la démission de Dmitri Rogozine du poste de président du parti Rodina, Babakov en devient président le 25 mars 2006. Babakov est l'architecte de la fusion entre Rodina et plusieurs autres partis pour former un nouveau parti : Russie juste.
Babakov a des activités commerciales dans la partie est de l'Ukraine (Donbass) et dans l'Oural. Il a les nationalités russe, suédoise et israélienne.
Depuis 2001, il est le président du conseil des directeurs et copropriétaire du club de football russe FK CSKA Moscou.
En 2008, la présidence russe lui décerne l'Ordre de l'Amitié.
À l'été 2014, il fait partie des hommes d'affaires russes frappés de sanctions par l'Union européenne à cause de l'annexion de la Crimée par la Russie en 2014.
S'il se présente comme l'un des députés de la Douma les moins fortunés, il possède néanmoins un château à Saint-Léger-en-Yvelines estimé à plus de 11 millions d'euros et non déclaré en Russie, contrairement à l'obligation qui lui est faite.

## Vie privée
Babakov est marié et a deux enfants.

## Sanctions
En 2022, il a été sanctionné par le gouvernement britannique dans le cadre de l’invasion de l’Ukraine par la Russie.